# Sphaenognathus pubescens
Sphaenognathus pubescens es una especie de coleóptero de la familia Lucanidae.

## Distribución geográfica
Habita en Venezuela y Colombia.